# Бурана (Ферара)
Бурана (итал. Burana) је насеље у Италији у округу Ферара, региону Емилија-Ромања.
Према процени из 2011. у насељу је живело 352 становника. Насеље се налази на надморској висини од 8 м.